# Insanicida
Insanicida (Foolkiller), è un personaggio dei fumetti creato da Steve Gerber e Val Mayerik e pubblicato dalla casa editrice statunitense Marvel Comics. La sua prima apparizione avviene sulla serie Man-Thing n. 3 del marzo 1974 (data di copertina). Nel corso degli anni vi sono stati 5 personaggi differenti a portare il nome Foolkiller:
- il primo è Ross G. Everbest, creato da Steve Gerber (testi) e Val Mayerik (testi), la sua prima apparizione avviene in The Man-Thing (prima serie) n. 3.
- Il secondo è Greg Salinger (nome completo: Gregory P. Salinger), creato da Roger Stern e Steve Gerber (testi) e Lee Eliase Jim Mooney (disegni). Appare per la prima volta (con un Cameo) sull'albo Omega the Unknown n. 8 (maggio 1977) albo scritto da Stern per poi essere ripreso e inserito nella storia da Gerber nell'albo successivo.
- Kurt Gerhardt, creato da Steve Gerber (testi) e Joe James Birch (disegni), è il terzo Foolkiller e debutta con una miniserie a lui dedicata, ovvero Foolkiller (vol. 1), pubblicata tra il 1990 e il 1991.
- Il quarto Foolkiller nasce per l'imprint MAX Comics nel 2007. Si tratta di Michael Trace, personaggio creato da Gregg Hurwitz e Lan Medina e che debutta con la miniserie di 5 albi Foolkiller (vol. 2).
- The Last Foolkiller alias Gideon è l'ultimo dei Foolkiller e (a livello di continuity) si colloca in un possibile futuro dell'Universo Marvel, quello descritto negli albi che fanno parte dell'universo Marvel 2099[2]. A livello editoriale viene però creato prima di Michael Trace e fa il suo debutto su X-Men 2099 n. 32 del maggio 1996, l'albo vede ai testi John Francis Moore e ai disegni Jan Duursema con Scott Koblish[2].

In Italia la prima miniserie dedicata al personaggio viene pubblicata dalla Star Comics sulle pagine de Il Punitore.
Tutti i Foolkiller hanno in comune la caratteristica di essere degli spietati vigilanti che puniscono con la morte non solo coloro che commettono crimini ma chiunque tenga un comportamento, un'etica o un'ideologia che reputano folle, perché in disaccordo con i loro personali imperativi morali.

## Storia editoriale

### Contesto e ideazione
La prima versione del personaggio viene abbozzata da Steve Gerber nel 1974, facendolo apparire come personaggio secondario sulla serie regolare di Man-Thing di cui ha il ruolo di scrittore dal n. 1 (gennaio 1974). Il Foolkiller si presenta da subito come un anti-eroe reazionario che vuole eliminare chiunque reputi disturbare l'ordine sociale. Si incarica quindi di essere giudice, giuria ed esecutore, al di la di ogni remora di carattere etico. Nasce quindi una versione completamente distorta e disturbata del tipico eroe mascherato che si pone come paladino della giustizia e di cui il Batman della DC Comics ne è ancora l'esempio più fulgido. Da notare che il debutto del Foolkiller anticipa di un mese la prima apparizione del Punitore, avvenuta su The Amazing Spider-Man n. 129 (febbraio 1974). Il vigilante con il teschio sul petto avrà maggiori fortune editoriali e mediatiche divenendo l'archetipo di un'intera nuova generazione di giustizieri, partorendo una miriade di serie e miniserie (a partire dalla seconda metà degli anni ottanta) e divenendo protagonista di tre lungometraggi e una serie televisiva. Di fatto però il giustiziere "che uccide i folli" di Gerber gli è di poco antecedente ma, al pari di diverse altre opere del suo creatore, non ottiene i consensi che gli sarebbero dovuti. Bisogna sottolineare che quell'anno gli Stati Uniti stanno vivendo una turbolenta fase economica e politica, tra il 1973 e il 1974 si assiste ad un crollo del mercato azionario del 45%, il numero delle rapine e stupri raddoppia rispetto al 1967 e l'inflazione è fuori controllo. L'apice della crisi socio-politica avviene però il 9 agosto del 1974 con le dimissioni del Presidente Richard Nixon in seguito al caso Watergate. Le istituzioni dello Stato, dalla polizia alle più alte cariche politiche, sono messe in discussione e sembrano incapaci di dare risposte ai problemi del Paese. In questo contesto nasce il bisogno di un nuovo tipo di eroe/vigilante, capace di riportare ordine e giustizia. Come conseguenza a livello fumettistico cominciano a prendere forma personaggi quali Foolkiller e Punisher e a livello cinematografico spopolano il giustiziere della notte di Charles Bronson (del 1974) e l'Ispettore Callaghan di Clint Eastwood (del 1971), entrambi capaci di originare franchise di successo al botteghino. Gerry Conway, co-creatore del Punitore (insieme a John Romita Sr. e Ross Andru), arriva a dichiarare nel 2013: «L'idea di un vigilante solitario che fosse in grado di fare cose che la società non poteva era (nel 1974) nell'aria. Così ho voluto utilizzare quella cornice per creare questo personaggio (Punisher/Frank Castle) che onestamente pensavo non sarebbe durato oltre un albo». Anche Gerber non sembra credere nella longevità del suo giustiziere e dopo averlo fatto debuttare sul n. 3 di Man-Thing lo fa morire nel numero successivo (il n. 4 dell'aprile 1974). Riesce comunque già a creare alcuni tratti distintivi che il Foolkiller avrà nelle sue incarnazioni future, tra questi la convinzione di avere la sacra missione di dover liberare il mondo dai folli, coloro incapaci di vedere come la società stia precipitando nel caos e verso la fine dei tempi. Ovviamente ogni sua azione è dettata da un'insana assolutizzazione del suo giudizio etico, sempre superiore e incontestabile di fronte a qualsiasi altro punto di vista. In questa prima versione i suoi principi e le conseguenti azioni si radicano in distorte interpretazioni dei testi religiosi e a questo si aggiunge l'illusione che la sua morale possa prevaricare ogni altra legge in quanto è Dio ad ispirarla mentre i folli, coloro che non agiscono in sua sintonia, sono agenti del Demonio. Questi aspetti pseudo-mistici verranno però rivisti nelle versioni successive fino ad arrivare a al terzo Foolkiller, il primo ad avere una serie a lui dedicata (nell'ottobre del 1990). In quest'opera l'autore aumenta la critica alla società e l'Insanicida diviene lo specchio distorto di una profonda crisi di valori ma anche una parodia all'aumento dei toni cupi e violenti che stavano dilagando nei fumetti di quel periodo. Siamo nell'epoca del "grim and gritty" o Post-Crisis (ovvero dopo il 1986), anno cruciale durante il quale sono pubblicate opere quali il Watchmen di Alan Moore e Il ritorno del Cavaliere Oscuro di Frank Miller, e un personaggio come il Punitore ottiene la sua prima miniserie a cui segue (nel 1987) una serie regolare.

### Gli anni novanta
L'inizio degli anni novanta è molto promettente per gli editori di fumetti e le vendite tornano ad aumentare in maniera consistente. Questo è dovuto alla grande espansione del Direct Market con l'apertura di numerose fumetterie che garantiscono ordini e pre-vendite con dati certi per case editrici e distributori. Inoltre tramite questo canale distributivo aumentano le possibilità di esposizione per opere più mature e con un linguaggio e violenza più espliciti, tipologie di storie che non avevano mercato nelle edicole. Se a questo si aggiunge che il livello di criminalità negli Stati Uniti è ai livelli più alti degli ultimi trent'anni, la Marvel (e altri editori) sentono che è il momento giusto per ritornare a puntare sui "vigilanti" dediti a punire i criminali senza pietà e al di fuori della legge. Strada già tentata negli anni settanta ma ora esistono nuove opportunità distributive e di marketing. The Punisher raggiunge infatti in questo periodo l'apice della sua popolarità, può contare su due serie regolari (The Punisher e Punisher War Journal), un magazine di ristampe in bianco e nero e varie graphic novel quali: Punisher: No Escape e Punisher: Kingdome Come. Si cerca quindi riproporre altri anti-eroi del periodo Bronze Age (1970-1985/86 circa) e tra questi vi è il Foolkiller di Steve Gerber che ha finalmente modo di lanciare il suo personaggio su una serie a lui intestata, approfondendone la personalità e l'ideologia. Si tratta di una miniserie di 10 numeri che è un diretto sequel delle poche storie in cui era comparso l'Insanicida oltre un decennio prima. Essendo Everbest (il primo Foolkiller) deceduto e con Salinger (Foolkiller II) in un ospedale psichiatrico, entra in scena un terzo "Assassino dei folli", ovvero Kurt Gerhardt che viene ispirato da un'intervista televisiva di Salinger con il quale si mette in contatto segretamente. Gerber si dice entusiasta di poter tornare sul personaggio e sulla sua particolare visione di una società capitalistica ed edonista dedita solo al materialismo e al Dio Denaro, un percorso che lui reputa folle in quanto autodistruttivo. Gerber prova anche una certa empatia per le motivazioni di un uomo emarginato dal sogno americano che (come dichiara Gerber): «...potrebbe essere ma anche non essere uno psicopatico». Nel presentare l'opera afferma inoltre: «È una serie molto cupa. Uno dei fumetti più insoliti che abbia mai scritto». Realizzare fumetti "insoliti" e "fuori dagli schemi" del mainstream supereroistico non è una novità per l'autore, che già negli anni settanta, il suo periodo più prolifico, ha realizzato cicli di storie memorabili e innovative su Man-Thing, Omega the Unknown, Guardians of the Galaxy, Howard the Duck, Dracula Lives e il magazine Crazy, una delle pubblicazioni più alternative e provocatorie realizzate dalla Marvel negli anni settanta e non solo. Con il Foolkiller ha quindi modo di riprendere una sua visione del fumetto a cui è fondamentalmente rimasto sempre fedele. Per Gerber le storie a fumetti, che siano su dei mostri o degli eroi, devono riflettere i disagi sociali del periodo in cui sono pubblicate con particolare attenzione alla crisi esistenziale dei tempi moderni. Gerber viene annoverato tra i primi autori che hanno realmente spinto nei fumetti tematiche quali la crisi socioeconomica dell'occidente, il conseguente aumento della criminalità, il problema ambientale e il sessismo. Tutto questo traspare nel suo Insanicida, un personaggio disturbato che prospera nei meandri della follia e della violenza della società.

## Biografia del personaggio
Il Foolkiller ha avuto 5 incarnazioni create tra il 1974 e il 2007.

### Foolkiller I (Ross G. Everbest)
Ross G. Everbest nasce il giorno in cui suo padre muore in guerra. La madre lavora per la Croce Rossa e muore in zona di guerra durante il nono compleanno del figlio. Ross è nato paralizzato alle gambe e viene allevato dalla nonna. Le difficoltà della vita che deve affrontare e l'educazione profondamente religiosa dell'ambiente in cui vive, lo portano a voler assistere ad un discorso pubblico del reverendo Mike. Si tratta di un Pastore che si dice dotato di poteri di guarigione, e con grande sorpresa della platea, Ross viene miracolosamente guarito. L'evento lo scuote profondamente e decide di seguire il suo guaritore diventandone un discepolo. Ross sente che quello che gli è accaduto è un segno di Dio che vuole agire tramite le sue parole e azioni. Sviluppa una profonda ossessione per tutti quei testi sacri che fanno riferimento alla fine dei tempi. Secondo la sua distorta visione del mondo, coloro che stanno condannando l'umanità sono persone folli, incapaci di vedere oltre il loro interesse e quindi suscettibili all'influenza demoniaca. Comincia a nascere l'idea di divenire una figura messianica purificatrice. Quando si accorge che anche il suo mentore è impuro, in quanto il Reverendo viene da lui sorpreso in intimità con una giovane donna, decide di ucciderlo. Ross decide così di dedicarsi definitivamente alla su sacra missione: liberare il mondo dagli ipocriti, i peccatori, i rivoluzionari e, in genere, coloro che non hanno il senno per redimersi e quindi sono dei pazzi. Essendo lui l'incarnazione del Verbo e la mano del Divino, si concede il diritto di essere giudice e carnefice delle sue vittime. Grazie ai soldi racimolati con i tour religiosi si confeziona un costume e crea un'arma denominata pistola purificatrice capace di disintegrare un essere umano. La sua attività di giustiziere lo porta in Florida per punire quelli che ritiene tre folli: Richard Roy, un deejay che attraverso la radio ridicolizzava il suo operato, Ted Sallis, colpevole di aver fatto esperimenti contro natura arrivando a crea Man-Thing, e Franklin Armstrong Schist, capitalista arricchitosi immoralmente. Dopo aver rapito Roy e Franklin, li porta nella palude per eliminarli ma qui attira l'attenzione del mostruoso Man-Thing che lo affronta, causandone accidentalmente la morte. La pistola purificatrice è presa in consegna dalla polizia e la minaccia del Foolkiller sembra aver avuto vita breve. L'anima di Ross Everbest viene dannata e presa in consegna dal demone Mefisto. Questa ci viene mostrata nel suo antro infernale nell'albo annuale dei Thunderbolts pubblicato nel 2000. La storia vede Occhio di Falco e Hellstorm recarsi negli inferi per liberare l'anima di una donna. Durante il loro viaggio, lo spirito tormentato del primo Foolkiller ci viene mostrato all'interno dell'Arena delle anime perdute. Nonostante questa apparizione post-mortem del personaggio, la vita editoriale dell'Insanicida (creato da Gerber e Mayerik) sembra spegnersi nello spazio di due albi, ovvero Man-Thing nn. 3-4 (del 1974), ma le azioni e i principi dell'Assassino dei Folli sono destinate a lasciare un segno duraturo nell'Universo Marvel.
Il personaggio si vede in un flashback sull'albo Foolkiller n. 2 del 1990. Durante un reportage televisivo sul defunto Ross G. Everbest si specifica che la madre è morta nella Guerra di Corea e questo lo ha portato a detestare gli hippy pacifisti e gli atei, mentre idolatrava le forze armate. Viene inoltre dichiarato che prima di essere fermato da una imprecisata "Cosa di Fango" aveva ucciso 74 persone durante la sua insana missione di purificatore divino. Questo dato non è però considerato attendibile.

### Foolkiller II (Gregory Salinger)
Greg viene dismesso dall'esercito statunitense per non specificati disordini mentali. Tornato alla vita civile finisce in carcere in seguito a comportamenti socialmente deprecabili. Come compagno di cella incontra Richard Roy che era stata salvato dal primo Foolkiller dall'Uomo-Cosa (o Man-Thing). Greg rimane affascinato dalla descrizione che gli viene fornita del Foolkiller, ora deceduto, e comincia a fantasticare sulla possibilità di divenire anche lui un vigilante che punisce i folli. Lui non è però guidato dal fanatismo religioso di Ross Everbest ma è un amante della poesia e letteratura. Secondo la sua visione il codice di comportamento deve essere stabilito da una morale laica che incarni un senso di giustizia poetica. La sua personale interpretazione di questo paradigma significa che bisogna purificare il mondo da coloro che non hanno un animo poetico; i "folli" sono le persone con una mentalità gretta, gli edonisti, coloro che hanno solo interesse nelle cose materiali ma non nella letteratura, la poesia o l'arte. Il sito ufficiale della Marvel Comics lo definisce «un poeta vigilante». Uscito di prigione riesce a rubare l'attrezzatura di Everbest diventando così il secondo Insanicida. La sua prima vittima è il supercriminale chiamato il Demolitore (o Blockbuster in originale), ucciso dalla pistola purificatrice mentre il villain stava combattendo contro il misterioso eroe conosciuto come Omega.
Greg si vede come un vero supereroe e cerca quindi di entrare nel team dei Difensori, ma dopo averli incontrati li reputa una banda di folli e quindi cerca di eliminarli. Si ritrova però ad affrontare Hulk, Valchiria, Hellcat e Nighthawk e ovviamente viene sconfitto. Riesce però a fuggire mentre viene portato via in ambulanza. A questo punto decide di prendersi una pausa dalla sua missione come Insanicida e si iscrive alla Empire State University dove gli manca un esame di scienze per avere la laurea. Qui ha modo di conoscere Peter Parker (all'epoca professore assistente) e lo ammira per il modo poetico in cui propone agli studenti le materie scientifiche. Con l'arrivo di due agenti dell'FBI al campus per fare indagini, Greg diviene nervoso e sembra capire che non può lasciarsi alle spalle il ruolo di Foolkiller. Dopo aver ucciso uno degli agenti arriva ad affrontare l'Uomo Ragno ma una donna gli fa notare che quello è un vero eroe newyorkese e solo un folle vorrebbe ucciderlo. Salinger capisce che è lui il folle e quindi tenta di uccidersi ma viene fermato in tempo dal tessiragnatele. Dopo un immediato ricovero al Mitchel State Hospital della città, viene trasferito in via definitiva in un ospedale psichiatrico dell'Indiana dove viene preso in cura dal Dottor Alvin Mears. Con il passare del tempo sembra pentirsi delle sue azioni anche se rimane delle sue convinzioni. Dopo aver scritto a diversi giornali e reti televisive per spiegare e giustificare la sua storia, con il consenso dell'ospedale e sotto custodia riesce a partecipare ad un talk show nella rubrica "Dovete Sapere". Qui dichiara che il mondo è governato da folli e questa follia si è trasmessa alle persone comuni, inoltre afferma: «la ricchezza materiale è il solo criterio con cui è giudicata una persona. L'etica è morta, vittima del Dio Denaro... c'è poesia o bellezza in questo?». Il discorso, fortemente anti-capitalistico, colpisce Kurt Gerhardt che sta seguendo la trasmissione. Kurt ha perso un lavoro di prestigio, la moglie lo ha lasciato e vede la città annegare nel crimine. Decide di mettersi in contatto con Greg e dopo uno scambio di missive telematiche sotto falsi nomi, il secondo Foolkiller intravede in Kurt qualcuno che possa portare avanti la sua missione. Lo mette quindi in contatto con una donna fedele alla causa, la quale gli consegna la pistola purificatrice che era appartenuta a Everbest (Foolkiller I) e Salinger (Foolkiller II).

### Foolkiller III (Kurt Gerhardt)
Kurt lavora presso un'agenzia di prestiti, sta facendo carriera, è sposato e la sua vita da "middle-class man" sembra procedere serenamente e secondo i canoni dell'American Dream. In poco tempo la situazione precipita: suo padre viene ucciso da dei ladri di strada (nel portafoglio aveva solo 6 dollari), la compagnia per cui lavora affronta una crisi e lo licenzia, dopo 6 mesi da disoccupato viene lasciato dalla moglie e sfrattato di casa. Per tirare avanti lavora come commesso in un fast food che viene però rapinato durante il suo primo giorno di lavoro. In seguito a queste traumatiche esperienze comincia a mettere in dubbio sia la società sia coloro che dovrebbero garantire l'ordine e la giustizia (dai politici ai poliziotti). Arriva ad affermare: «che è successo alla gente...che è successo alla società...perché questo tipo di crudeltà potesse diventare la norma?». In questo momento di crisi ha modo di assistere ad un talk show a cui partecipa (sotto custodia) Greg Salinger (il secondo Foolkiller) ora detenuto nell'ospedale psichiatrico statale dell'Indiana. Kurt ne è affascinato e riesce a mettersi in contatto con lui telematicamente usando un nome falso su un computer bulletin board.

### The Last Foolkiller (Gideon)
Siamo nell'anno 2099 (circa) di un possibile futuro dell'Universo Marvel. Stando alla continuity ufficiale della Marvel Comics, si tratta di un futuro alternativo che appartiene alla linea temporale denominata Terra-928 (o "Earth-928). In questo contesto socio-politico gli Stati Uniti sono dominati da grandi megacorporazioni private che sfruttano la tecnologia avanzata in loro possesso per esercitare un controllo politico-militare sulle masse. All'interno del Paese vi sono delle sacche di resistenza nei confronti del nuovo regime e una di questa si trova nella cittadina di New Hope in Texas. Qui vige il consiglio degli Anziani che si è posto il compito di difendere i valori della famiglia, di Dio e dei Padri Costituenti. Per portare avanti la loro missione creano un gruppo armato di seguaci fedeli alla causa denominati i Foolkillers. Il nome viene scelto in quanto solo i folli non seguirebbero i loro ideali in nome di una società senza più valori. Gideon viene selezionato per farne parte in quanto determinato e fedele alla causa degli Anziani. Come tutti i Foolkillers viene messo per un certo periodo di tempo all'interno di una incubatrice che potenzia le capacità degli esseri umani. Quando si risveglia trova però la città distrutta e i suoi abitanti uccisi. Sembra che lui sia l'ultimo Foolkiller e crede di essere sopravvissuto per volere divino, la sua prima missione è uccidere i colpevoli del massacro. Questi sono un gruppo di mutanti noti come The Lawless (i senza legge). Nonostante riesca ad ucciderne alcuni, alla fine viene disarmato e si trova alla merce del loro leader. Non volendosi arrendere, altrimenti sarebbe un folle che nega il suo destino, rivela di avere una bomba agganciata al suo corpo e la fa esplodere morendo nella deflagrazione. Cronologicamente con lui finisce il lungo e sanguinario lignaggio dell'Insanicida.

## Pubblicazioni

### Follkiller I (Ross G. Everbest)
- Man-Thing nn. 3-4, Steve Gerber (testi) - Val Mayerik (disegni), Man Thing nn. 3-4, Marvel Comics, New York, marzo-aprile 1974.
- Foolkiller (vol. 1) n. 2, Steve Gerber (testi) - J.J.Birch e Tony DeZuniga (disegni), Marvel Comics, New York, novembre 1990.
- Thunderbolts Annual 2000, Fabian Nicieza (testi) - Mark Bagley e Norm Breyfogle (disegni), Marvel Comics, New York, gennaio 2000.

### Foolkiller II (Gregory Salinger)
- Omega the Unknown (vol. 1) n. 8, Rogern Stern (testi) - Lee Elias (matite) - Jim Mooney (chine), Marvel Comics, New York, maggio 1977.
- Omega the Unknown (vol. 1) n. 9, Steve Gerber e Mary Skrenes (testi) - Jim Mooney (disegni), Marvel Comics, New York, luglio 1977.
- The Defenders (vol. 1) nn. 74-75, Ed Hannigan (testi) - Herb Trimpe (matite), Steve Mitchell e Mike Esposito (chine), Marvel Comics, New York, agosto-settembre 1979.
- Foolkiller (vol. 1) nn. 1-10, Steve Gerber (testi) - J.J.Birch, Tony DeZuniga e Vince Giarrano (disegni), ottobre 1990 - ottobre 1991.
- Deadpool (vol. 4) n. 1, Gerry Duggan (testi) - Mike Hawthorn (matite) - Terry Pallot (chine), Marvel Comics, gennaio 2016.
- Deadpool (vol. 4) n. 7, Gerry Duggan & AA.VV. (testi e disegni), albo antologico e celebrativo per il 25º anniversario dalla creazione di Deadpool, aprile 2016.
- Deadpool (vol. 4) nn. 14-15, Gerry Duggan (testi) - Mike Hawthorne (matite) - Terry Pallot (chine), albi tie-in dell'universe-wide crossover Civil War II, agosto-ottobre 2016.
- Foolkiller (vol. 3) nn. 1-5, Max Bemis (testi) - Dalibor Talajić (matite) - José Marzán Junior (chine), gennaio-maggio 2017.

### Foolkiller III (Kurt Gerhardt)
- Foolkiller (vol. 1) nn. 1-10, Steve Gerber (testi) - J.J.Birch, Tony Dezuniga e Vince Giarrano (disegni), Marvel Comics, ottobre 1990 - ottobre 1991.
- New Avengers (vol. 1) n. 2, Brian Michael Bendis (testi) - David Finch (matite) - Danny Miki e Mark Morales (chine), Marvel Comics, New York, febbraio 2005.
- Deadpool (vol. 4) nn. 40-42, Daniel Way (testi) - Carlo Barberi (matite) - Walden Wong (chine), Marvel Comics, New York, settembre-ottobre 2011.
- Venom (vol. 2) n. 38, Cullen Bunn (testi) - Kim Jacinto (disegni), Marvel Comics, New York, settembre 2013.

### The Last Foolkiller (Gideon)
- X-Men 2099 nn. 32-34, John Francis Moore (testi) - Jan Duursema (matite) - Scott Koblish e Rob Hunter (chine), Marvel Comics, New York, maggio-luglio 1996. Il Foolkiller del 2099 appare in copertina del numero 33.

### Foolkiller (Michael Trace)
- Foolkiller (vol. 2) nn. 1-5, Gregg Hurwitz (testi) - Lan Medina (disegni), imprint MAX Comics, dicembre 2007 - maggio 2008. Raccolta in volume nel 2008 con il titolo Foolkiller: Fool's Paradise.
- Foolkiller: White Angels nn. 1-5, Gregg Hurwitz (testi) - Paul Azaceta (disegni), imprint "MAX Comics", luglio 2008 - gennaio 2009.

## In altri media
- La versione di Gregory Salinger dell'Insanicida appare nella terza stagione di Jessica Jones, interpretato da Jeremy Bobb.[12] In questa versione, il personaggio muore per mano di Trish Walker/Hellcat nell'ascensore del Tribunale, poco prima del processo che avrebbe dovuto condannarlo per i suoi omicidi.